# Johannes van den Bergh
Johannes van den Bergh (ur. 21 listopada 1986 w Viersen) – niemiecki piłkarz występujący na pozycji pomocnika. Zawodnik klubu Getafe CF.

## Kariera
Van den Bergh treningi rozpoczął w zespole SC Waldniel. W 1996 roku przeszedł do Borussii Mönchengladbach. Następnie grał w juniorach Bayeru 04 Leverkusen, ale w 2002 roku wrócił do Borussii. W 2006 roku został włączony do jego pierwszej drużyny. W Bundeslidze zadebiutował 16 września 2006 roku w przegranym 2:4 pojedynku z Alemannią Aachen. W 2007 roku spadł z zespołem do 2. Bundesligi, ale w 2008 roku wrócił z nim do Bundesligi. 12 grudnia 2008 roku w przegranym 1:2 spotkaniu z Borussią Dortmund strzelił pierwszego gola w Bundeslidze.
W 2009 roku van den Bergh odszedł do drugoligowej Fortuny Düsseldorf. W 2012 roku awansował z nią do Bundesligi.